# Buxus rupicola
Buxus rupicola är en buxbomsväxtart som beskrevs av Henry Nicholas Ridley. Buxus rupicola ingår i släktet buxbomar, och familjen buxbomsväxter. Inga underarter finns listade i Catalogue of Life.